# Associazione Calcio Riunite Messina 1967-1968
Questa pagina raccoglie i dati riguardanti l'Associazione Calcio Riunite Messina nelle competizioni ufficiali della stagione 1967-1968.

## Stagione
Il Messina retrocede in Serie C dopo avere perso gli spareggi salvezza.
Umberto Mannocci ritorna sulla panchina messinese dopo tre stagioni.

È per i giallorossi un campionato due facce: un girone di andata fallimentare con soli 12 punti e l'ultimo posto in classifica seguito da un buon ritorno in cui si raccolgono ben 24 punti.

Trentasei punti non sono sufficienti al Messina per raggiungere la quota salvezza, asticella posta a 37 punti a cui si allineano anche
Si devono disputare perciò gli spareggi retrocessione dal 30 giugno al 14 luglio con Genoa, Lecco, Perugia e Venezia. Per il Messina, ormai completamente scarico, sono tutte sconfitte che significano retrocessione in Serie C.
In Coppa Italia subito fuori al primo turno con i peloritani eliminati dal Potenza .

## Rosa
| N. |                   | Ruolo | Calciatore         |
| -- | ----------------- | ----- | ------------------ |
|    | Italia (bandiera) | D     | Antonino Amante    |
|    | Italia (bandiera) | A     | Bruno Azzini       |
|    | Italia (bandiera) | D     | Giancarlo Bagnasco |
|    | Italia (bandiera) | P     | Piero Baroncini    |
|    | Italia (bandiera) | D     | Fernando Benatti   |
|    | Italia (bandiera) | C     | Franco Benfatto    |
|    | Italia (bandiera) | C     | Giovanni Bonetti   |
|    | Italia (bandiera) | C     | Pilade Canuti      |
|    | Italia (bandiera) | D     | Nunzio Cavazza     |
|    | Italia (bandiera) | A     | Sauro Fracassa     |
|    | Italia (bandiera) | A     | Walter Frisoni     |

| N. |                   | Ruolo | Calciatore           |
| -- | ----------------- | ----- | -------------------- |
|    | Italia (bandiera) | A     | Giovanni Fumagalli   |
|    | Italia (bandiera) | D     | Gianfranco Garbuglia |
|    | Italia (bandiera) | C     | Luigino Giacomin     |
|    | Italia (bandiera) | C     | Pietro Gonella       |
|    | Italia (bandiera) | C     | Giacomo La Rosa      |
|    | Italia (bandiera) | A     | Livio Luppi          |
|    | Italia (bandiera) | C     | Mario Pesce          |
|    | Italia (bandiera) | D     | Alessandro Rossi     |
|    | Italia (bandiera) | P     | Mario Rossi          |
|    | Italia (bandiera) | A     | Lino Villa           |

## Risultati

### Serie B

#### Girone di andata
| Arbitro: | Canova (Milano) |

|                           |           |  |
| Bertogna 10’ Mencacci 33’ | Marcatori |  |

| Arbitro: | Vacchini (Milano) |

|                                                   |           |  |
| Cervetto 15’ Piaceri 35’, 41’ Manservisi 54’, 82’ | Marcatori |  |

| Arbitro: | Vitullo (Roma) |

|             |           |  |
| La Rosa 60’ | Marcatori |  |

| Arbitro: | Giunti (Arezzo) |

|             |           |             |
| Fracassa 5’ | Marcatori | 84’ Incerti |

| Modena 8 ottobre 1967 5ª giornata | Modena                  | 0 – 0 | Messina | Stadio Alberto Braglia\| Arbitro: \| Caligaris (Alessandria) \| |
| Arbitro:                          | Caligaris (Alessandria) |       |         |                                                                 |

| Arbitro: | Sgherri (Grosseto) |

|                              |           |             |
| Nimis 14’ (rig.) Morelli 43’ | Marcatori | 53’ Frisoni |

| 22 ottobre 1967 7ª giornata |  | – Riposo |  |  |

| Arbitro: | Serafino (Roma) |

|           |           |  |
| Villa 56’ | Marcatori |  |

| Arbitro: | Marchiori (Padova) |

|            |           |             |
| Santon 23’ | Marcatori | 75’ Frisoni |

| Potenza 12 novembre 1967 10ª giornata | Potenza       | 0 – 0 | Messina | Stadio Alfredo Viviani\| Arbitro: \| Ciulli (Roma) \| |
| Arbitro:                              | Ciulli (Roma) |       |         |                                                       |

| Messina 19 novembre 1967 11ª giornata | Messina           | 0 – 0 | Catanzaro | Stadio Giovanni Celeste\| Arbitro: \| Valagussa (Lecco) \| |
| Arbitro:                              | Valagussa (Lecco) |       |           |                                                            |

| Arbitro: | Marchiori (Padova) |

|               |           |  |
| Fortunato 36’ | Marcatori |  |

| Arbitro: | Piantoni (Terni) |

|  |           |             |
|  | Marcatori | 88’ Calloni |

| Arbitro: | Caligaris (Alessandria) |

|           |           |             |
| Pesce 42’ | Marcatori | 50’ Mujesan |

| Arbitro: | Torelli (Milano) |

|                |           |             |
| Rolla 24’, 46’ | Marcatori | 25’ Bonetti |

| Messina 24 dicembre 1967 16ª giornata | Messina          | 0 – 0 | Verona | Stadio Giovanni Celeste\| Arbitro: \| Branzoni (Pavia) \| |
| Arbitro:                              | Branzoni (Pavia) |       |        |                                                           |

| Arbitro: | D'Agostini (Roma) |

|  |           |                      |
|  | Marcatori | 66’ Fara 86’ Gavazzi |

| Arbitro: | Marengo (Chiavari) |

|                                          |           |  |
| Rossi 22’ (aut.) Bercellino 69’ Nova 73’ | Marcatori |  |

| Arbitro: | Palazzo |

|                       |           |                                          |
| Frisoni 22’ Pesce 71’ | Marcatori | 35’ Vanzini 37’, 62’ Toschi 79’ Ferrario |

| Arbitro: | Trono (Torino) |

|                                    |           |             |
| Balestrieri 35’ Cavazza 57’ (aut.) | Marcatori | 37’ La Rosa |

| Arbitro: | Giola (Pisa) |

|             |           |             |
| Bonetti 58’ | Marcatori | 53’ Ferrari |

#### Girone di ritorno
| Arbitro: | Vitullo (Roma) |

|             |           |  |
| La Rosa 70’ | Marcatori |  |

| Messina 11 febbraio 1968 23ª giornata | Messina                 | 0 – 0 | Pisa | Stadio Giovanni Celeste\| Arbitro: \| Caligaris (Alessandria) \| |
| Arbitro:                              | Caligaris (Alessandria) |       |      |                                                                  |

| Reggio Emilia 18 febbraio 1968 24ª giornata | Reggiana          | 0 – 0 | Messina | Stadio Mirabello\| Arbitro: \| Bianchi (Firenze) \| |
| Arbitro:                                    | Bianchi (Firenze) |       |         |                                                     |

| Arbitro: | Canova (Milano) |

|                           |           |  |
| Incerti 36’ Innocenti 88’ | Marcatori |  |

| Arbitro: | Genel (Trieste) |

|             |           |            |
| Frisoni 34’ | Marcatori | 44’ Iseppi |

| Arbitro: | Michelotti (Parma) |

|             |           |  |
| Frisoni 44’ | Marcatori |  |

| 17 marzo 1968 28ª giornata |  | – Riposo |  |  |

| Arbitro: | Barbaresco (Cormons) |

|                    |           |  |
| Strada 8’ Sala 40’ | Marcatori |  |

| Arbitro: | Possagno (Treviso) |

|                       |           |  |
| La Rosa 56’ Villa 86’ | Marcatori |  |

| Arbitro: | Toselli (Cormons) |

|             |           |  |
| Bonetti 33’ | Marcatori |  |

| Catanzaro 14 aprile 1968 32ª giornata | Catanzaro     | 0 – 0 | Messina | Stadio Militare\| Arbitro: \| Bigi (Padova) \| |
| Arbitro:                              | Bigi (Padova) |       |         |                                                |

| Arbitro: | Picasso (Chiavari) |

|             |           |  |
| Bonetti 37’ | Marcatori |  |

| Arbitro: | Gussoni (Tradate) |

|  |           |             |
|  | Marcatori | 89’ Bonetti |

| Arbitro: | Michelotti (Parma) |

|                         |           |  |
| Cicogna 15’ Mujesan 53’ | Marcatori |  |

| Arbitro: | Carminati (Milano) |

|          |           |  |
| Pesce 5’ | Marcatori |  |

| Arbitro: | Valagussa (Lecco) |

|               |           |  |
| Nuti 11’, 26’ | Marcatori |  |

| Catania 26 maggio 1968 38ª giornata | Catania               | 0 – 0 | Messina | Stadio Cibali\| Arbitro: \| De Marchi (Pordenone) \| |
| Arbitro:                            | De Marchi (Pordenone) |       |         |                                                      |

| Arbitro: | Lo Bello (Siracusa) |

|              |           |  |
| Fracassa 37’ | Marcatori |  |

| Reggio Calabria 9 giugno 1968 40ª giornata | Reggina             | 0 – 0 | Messina | Stadio Comunale\| Arbitro: \| Bernardis (Trieste) \| |
| Arbitro:                                   | Bernardis (Trieste) |       |         |                                                      |

| Messina 16 giugno 1968 41ª giornata | Messina                      | 0 – 0 | Perugia | Stadio Giovanni Celeste\| Arbitro: \| De Robbio (Torre Annunziata) \| |
| Arbitro:                            | De Robbio (Torre Annunziata) |       |         |                                                                       |

| Genova 23 giugno 1968 42ª giornata | Genoa          | 0 – 0 | Messina | Stadio Luigi Ferraris\| Arbitro: \| Monti (Ancona) \| |
| Arbitro:                           | Monti (Ancona) |       |         |                                                       |

#### Spareggi salvezza
| Arbitro: | Pieroni (Roma) |

|  |           |                                 |
|  | Marcatori | 6’ Balestrieri 9’, 55’ Mainardi |

| 3 luglio 1968 2ª giornata |  | – Riposo |  |  |

| Arbitro: | Genel (Trieste) |

|                                            |           |  |
| Benatti 72’ (aut.) Ferrari 89’, 90’ (rig.) | Marcatori |  |

| Arbitro: | Lattanzi (Roma) |

|  |           |              |
|  | Marcatori | 69’ Paganini |

| Arbitro: | Pieroni (Roma) |

|                         |           |  |
| Bellinazzi 10’ Dori 79’ | Marcatori |  |

### Coppa Italia
| Arbitro: | Branzoni (Pavia) |

|                                          |           |                          |
| Rossetti 4’ Cappellaro 46’ Cianfrone 56’ | Marcatori | 30’ Bonetti 44’ Fracassa |

## Statistiche

### Statistiche di squadra
| Competizione | Punti | In casa | In casa | In casa | In casa | In casa | In casa | In trasferta | In trasferta | In trasferta | In trasferta | In trasferta | In trasferta | Totale | Totale | Totale | Totale | Totale | Totale | DR  |
| Competizione | Punti | G       | V       | N       | P       | Gf      | Gs      | G            | V            | N            | P            | Gf           | Gs           | G      | V      | N      | P      | Gf     | Gs     | DR  |
| ------------ | ----- | ------- | ------- | ------- | ------- | ------- | ------- | ------------ | ------------ | ------------ | ------------ | ------------ | ------------ | ------ | ------ | ------ | ------ | ------ | ------ | --- |
| Serie B      | 36    | 20      | 9       | 8       | 3       | 16      | 11      | 20           | 1            | 8            | 11           | 5            | 26           | 40     | 10     | 16     | 14     | 21     | 37     | -16 |
| Coppa Italia |       | -       | -       | -       | -       | -       | -       | 1            | 0            | 0            | 1            | 2            | 3            | 1      | 0      | 0      | 1      | 2      | 3      | -1  |
| Totale       |       | 20      | 9       | 8       | 3       | 16      | 11      | 21           | 1            | 8            | 12           | 7            | 29           | 41     | 10     | 16     | 15     | 23     | 40     | -17 |

### Statistiche dei giocatori
| Giocatore    | Serie B  | Serie B | Coppa Italia | Coppa Italia | Totale   | Totale |
| Giocatore    | Presenze | Reti    | Presenze     | Reti         | Presenze | Reti   |
| ------------ | -------- | ------- | ------------ | ------------ | -------- | ------ |
| A. Amante    | 5        | 0       | 1            | 0            | 6        | 0      |
| B. Azzini    | 4        | 0       | -            | -            | 4        | 0      |
| G. Bagnasco  | 24       | 0       | -            | -            | 24       | 0      |
| P. Baroncini | 34       | -28     | 1            | -3           | 35       | -31    |
| F. Benatti   | 32       | 0       | 1            | 0            | 33       | 0      |
| F. Benfatto  | 22       | 0       | -            | -            | 22       | 0      |
| G. Bonetti   | 39       | 5       | 1            | 1            | 40       | 6      |
| P. Canuti    | 12       | 0       | -            | -            | 12       | 0      |
| N. Cavazza   | 32       | 0       | -            | -            | 32       | 0      |
| S. Fracassa  | 28       | 2       | 1            | 1            | 29       | 3      |
| W. Frisoni   | 33       | 5       | 1            | 0            | 34       | 5      |
| G. Fumagalli | 21       | 0       | ?            | ?            | 21+      | 0+     |
| G. Garbuglia | 38       | 0       | 1            | 0            | 39       | 0      |
| L. Giacomin  | 1        | 0       | -            | -            | 1        | 0      |
| P. Gonella   | 28       | 0       | 1            | 0            | 29       | 0      |
| G. La Rosa   | 34       | 4       | 1            | 0            | 35       | 4      |
| L. Luppi     | 15       | 0       | -            | -            | 15       | 0      |
| M. Pesce     | 44       | 3       | -            | -            | 44       | 3      |
| A. Rossi     | -        | -       | 1            | 0            | 1        | 0      |
| M. Rossi     | 11       | -18     | ?            | ?            | 11+      | -18+   |
| L. Villa     | 28       | 2       | 1            | 0            | 29       | 2      |